# Убийцы Барби против Дракулы
«Убийцы Барби против Дракулы» — комедийный фильм ужасов 2002 года режиссёра Хесуса Франко. Вторая его работа после фильма «Убийцы Барби» 1996 года, в которой он сотрудничает с испанской панк-рок группой The Killer Barbies.

## Сюжет
Музыка панк-рок группы The Killer Barbies пробуждает от векового сна самого графа Дракулу.

## В ролях
| Актёр             | Роль               |
| ----------------- | ------------------ |
| Сильвия Суперстар | Сильвия            |
| Энрике Сарасола   | Дракула            |
| Дан Ван Хусен     | доктор Сьювард     |
| Альдо Самбрель    | Пепе Морган        |
| Билли Кинг        | Билли              |
| Лина Ромай        | Ирина фон Карштейн |
| Катя Бинерт       | Катя ван Баренбойн |

## Художественные особенности
Сюжет фильма близок к ленте того же года «Королева проклятых». В самом фильме Дракула пытается пародировать сцены из некоторых своих прошлых картин.